# Johann Thomas Wagner

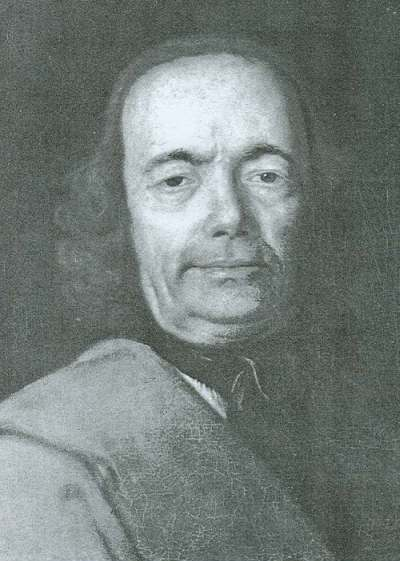
Johann Thomas Wagner

Johann Thomas Wagner (* 25. Mai 1691 in Gebsattel; † 7. Januar 1769 in Obertheres) war ein fränkischer Bildhauer des Barock. Er wirkte mit bei der Ausstattung zahlreicher Kirchen vor allem im Hochstift Würzburg.

## Leben
Wagner kam als Geselle von Balthasar Esterbauer mit diesem nach Obertheres, wo Abt Gregor II. Fuchs ab 1715 den Neubau der Benediktinerabteikirche und der Konventsgebäude plante. Seit 1718 selbständig, fertigte Wagner für die Abtei sowie für die Pfarrkirche von Untertheres Skulpturen, die seinen überregionalen Ruf begründeten. Er bekam Aufträge im ganzen Fürstbistum und darüber hinaus, darunter St. Peter und Paul in Würzburg und das Kloster Banz. Lehrlinge seiner Werkstatt waren später bedeutende Meister, so sein Sohn Johann Peter Wagner und Johann Sebastian Barnabas Pfaff, der in Mainz anerkannte Kunstwerke schuf.